# Bukoba
Bukoba è una città della Tanzania, situata nella regione del Kagera, della quale è capoluogo.